# 1783
1783 (MDCCLXXXIII) fue un año común comenzado en miércoles según el calendario gregoriano.

## Acontecimientos
- 4 de febrero: en Alepo (Siria), grandes sacudidas sísmicas causan la muerte de 22 000 personas.
- 5 de febrero: se producen violentos terremotos en Sicilia y Calabria (Italia) hasta el 28 de marzo que dejan un saldo de entre 32.000 y 50.000 muertos.
- 19 de marzo: en la provincia de Entre Ríos (República Argentina), el militar nicaragüense Tomás de Rocamora funda la ciudad ribereña de Gualeguay.
- 22 de mayo: En Paraguay se funda el municipio de Acahay por el gobernador Pedro Melo de Portugal
- 8 de junio: el volcán Laki, en Islandia, comienza una erupción de ocho meses que matará al 20 % de los islandeses y en los dos años siguientes causará una gran hambruna que dejará un saldo de seis millones de muertes en todo el mundo. Se ha descrito como «una de las mayores catástrofes medioambientales en la historia europea».
- 25 de junio: en la provincia de Entre Ríos (República Argentina), el militar nicaragüense Tomás de Rocamora funda la ciudad argentina de Concepción del Uruguay.
- 5 de agosto: Fundación de la Intendencia de Córdoba del Tucumán sobre el Imperio español en el Virreinato del Río de la Plata.
- 5 de agosto: El monte Asama entra en erupción en Japón.
- 3 de septiembre: el Reino Unido firma el Tratado de París, mediante la que reconoce la independencia de Estados Unidos, devuelve a España las regiones de Campeche, Florida, Honduras, Menorca y Nicaragua (aunque no le devuelve Gibraltar), y a Francia le devuelve Santa Lucía, Senegal y Tobago.
- 7 de septiembre: Se inaugura el Recinto Ferial de Albacete.
- 19 de septiembre: en Francia, los hermanos Montgolfier realizan la primera demostración pública de su descubrimiento con un globo tripulado, con un gallo, una oveja y un pato como pasajeros.
- 15 de octubre: En Francia, Etteilla publica: "Manera de Recrearse con el juego de cartas denominadas tarot".
- 29 de noviembre: Un terremoto de 5,3 sacude el estado estadounidense de Nueva Jersey.
- En noviembre, la Corona Española autoriza la realización de la Expedición Botánica, comandada por José Celestino Mutis en la Nueva Granada, con el fin de dar a conocer la naturaleza del Nuevo Reino.

## Ciencia y tecnología
- Kant: Prolegómenos a toda metafísica futura que quiera presentarse como ciencia.
- Louis-Sébastien Lenormand realiza el primer salto con paracaídas utilizando un parasol en cada mano.
- 6 de mayo: Pierre Mechain descubre la Galaxia del Sombrero.
- Eberhard Zimmermann publica Geographische Geschichte des Menschen und der vierfüßigen Tiere (‘historia geográfica de los humanos y de los animales cuadrúpedos’), donde presenta la primera descripción del oso marino sudamericano (Arctocephalus australis) y de la foca de bandas (Histriophoca fasciata).
- Los hermanos españoles Juan José y Fausto Delhúyar publican Análisis químico de volfram y examen de un nuevo metal que entra en su composición, exponiendo su descubrimiento del wolframio.
- Franz-Joseph Müller von Reichenstein aísla el telurio.[1]

## Nacimientos
- 4 de enero: Prisciliano Sánchez, político, filósofo y reformador mexicano (f. 1826).
- 23 de enero: Stendhal (Marie Henri Beyle), escritor francés (f. 1842).
- 29 de enero: Vasili Zhukovski, escritor ruso (f. 1852).
- 29 de marzo: Mariano Abasolo: insurgente de la independencia de México (f. 1816).
- 6 de abril: Samuel Lovett Waldo, pintor estadounidense (f. 1861).
- 10 de abril: Hortensia de Beauharnais, reina de Holanda y madre del emperador Napoleón III de Francia (f. 1837).
- 30 de abril: Washington Irving, escritor estadounidense (f. 1859).
- 3 de mayo: José de la Riva-Agüero, militar y presidente peruano (f. 1858).
- 8 de junio: Marie-Antoine Carème, gastrónomo, cocinero y arquitecto francés (f. 1833).
- 24 de julio: Simón Bolívar, militar venezolano, libertador de Bolivia, Colombia, Ecuador, Panamá, Perú y Venezuela (f. 1830).
- 4 de agosto: Domingo Caicedo y Santa María, político colombiano (f. 1843).
- 27 de septiembre: Agustín de Iturbide, Emperador de México (f. 1824).
- 29 de noviembre: Tomás de Anchorena, abogado y político argentino (f. 1847).
- Bento Manoel Ribeiro, militar portugués y brasileño (f. 1855).

## Fallecimientos
- 2 de marzo: Francisco Salzillo, escultor barroco español (n. 1707).
- 30 de marzo: William Hunter, anatomista y médico británico (n. 1718).
- 18 de septiembre: Leonhard Euler, matemático suizo (n. 1707).
- 18 de octubre: Francisco Xavier de Oliveira, escritor portugués (n. 1702).
- 24 de octubre: Jean Le Rond d'Alembert, matemático y filósofo francés (n. 1717).